# Heterachthes wappesi
Heterachthes wappesi är en skalbaggsart som beskrevs av Martins och Dilma Solange Napp 1986. Heterachthes wappesi ingår i släktet Heterachthes och familjen långhorningar. Inga underarter finns listade i Catalogue of Life.